# Hadrosporium dingleyae
Hadrosporium dingleyae är en svampart som beskrevs av S. Hughes 1980. Hadrosporium dingleyae ingår i släktet Hadrosporium, divisionen sporsäcksvampar och riket svampar.   Inga underarter finns listade i Catalogue of Life.